# Tobias Barreto
Tobias Barreto este un oraș în Sergipe (SE), Brazilia.